# ExoMars

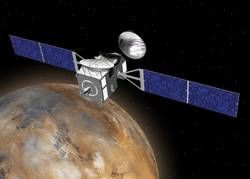
Orbiter Marsa – ExoMars 2016 Trace Gas Orbiter

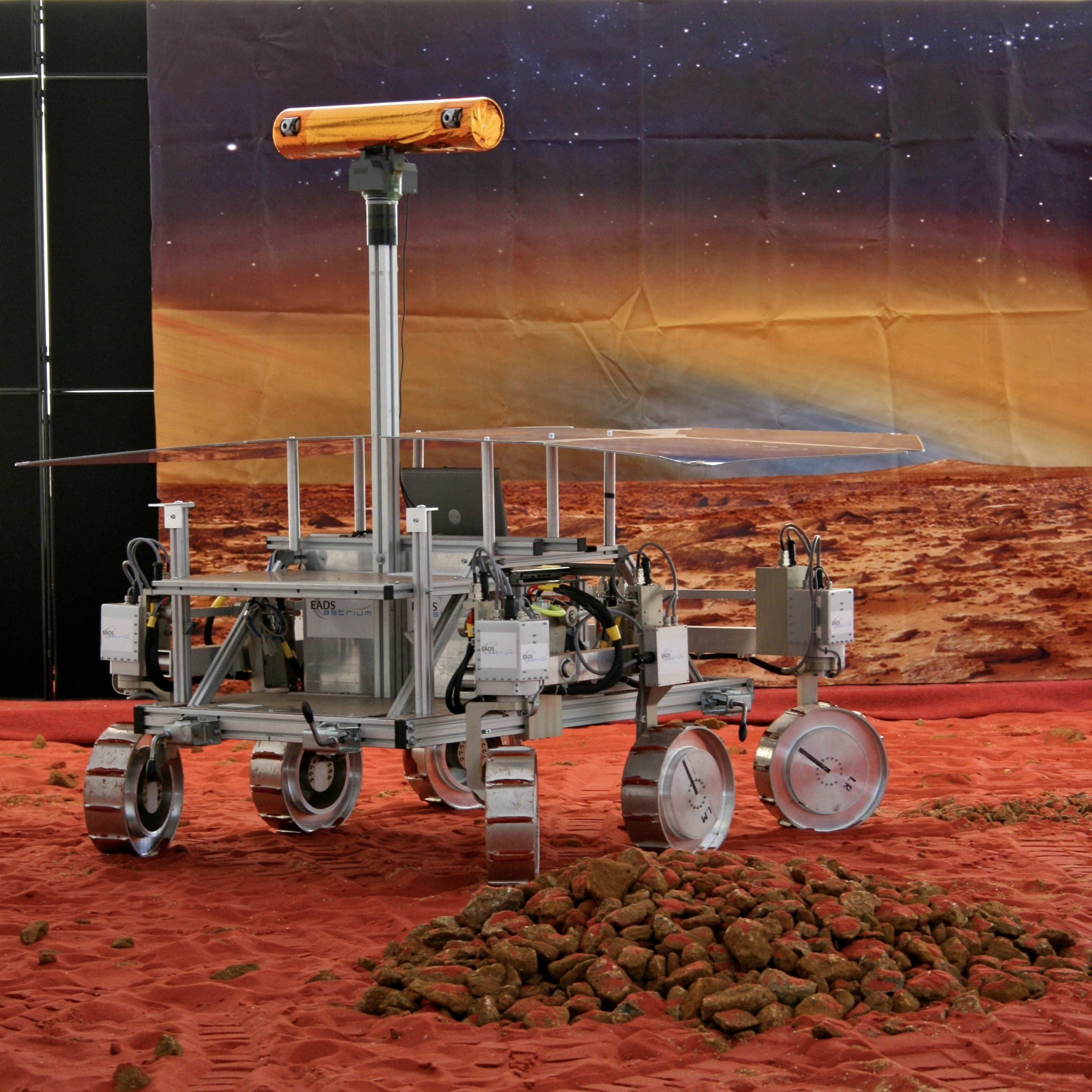
Model marsjańskiego łazika ESA według projektu z 2009 roku

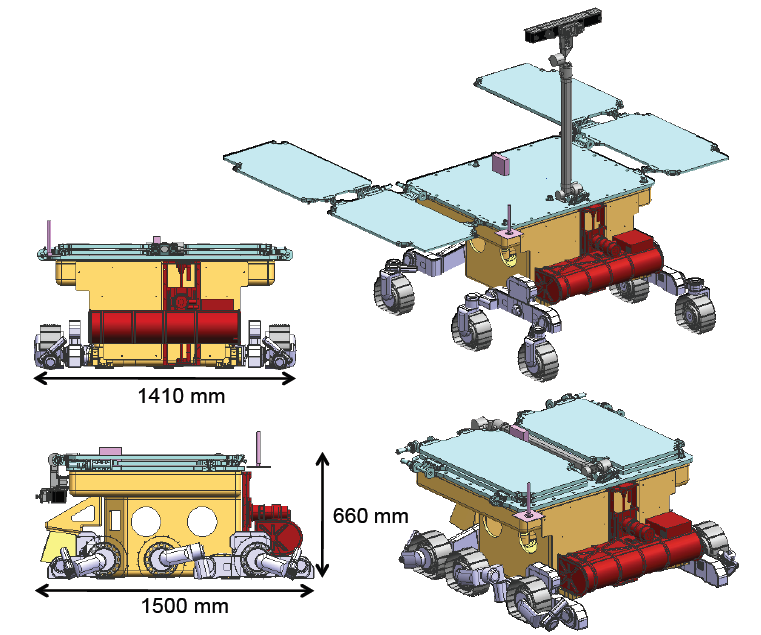
Schemat marsjańskiego łazika ESA (2010)

ExoMars – wspólny program badawczy Europejskiej Agencji Kosmicznej i Rosyjskiej Agencji Kosmicznej Roskosmos, koncentrujący się na poszukiwaniu śladów procesów biologicznych i geologicznych na Marsie. Program obejmuje też badania gazów występujących w śladowych ilościach (mniejszych niż 1%) w atmosferze planety, takich jak metan, para wodna czy dwutlenek azotu. Składa się z dwóch misji:
- orbitera ExoMars Trace Gas Orbiter (TGO) i lądownika Schiaparelli (2016),
- łazika Rosalind Franklin i lądownika Kazaczok (2022).

Sonda TGO dotarła do Marsa 19 października 2016. Orbiter wszedł na orbitę Marsa, natomiast lądownik Schiaparelli w wyniku nieudanego lądowania rozbił się na powierzchni planety.

## Historia projektu
Europejski projekt badań astrobiologicznych na Marsie powstał na początku XXI wieku, kilkakrotnie zmieniano koncepcję jego realizacji. Jego początki sięgają 2001 roku i programu Aurora, którego długoterminowym celem ma być załogowa wyprawa na Marsa.
pierwotnie miał być realizowany we współpracy z amerykańską agencją NASA. Rozmowy na ten temat trwały od grudnia 2008 roku. Ta jednak wycofała się z przedsięwzięcia w lutym 2012 roku.
Pierwotnie planowano start misji ESA z Kourou przy pomocy rakiety Sojuz-2b/Fregat w czerwcu 2011, zaś lądowanie w czerwcu 2013. Jednak po nagłej awarii sondy MGS i niepewności NASA co do możliwości wykorzystania sondy MRO jako retranslatora sygnału, ESA zdecydowała się w listopadzie 2006 wprowadzić do projektu odrębnego satelitę telekomunikacyjnego. Ze względu na zbyt mały udźwig rakiety Sojuz 2/Fregat zastąpiono ją europejską rakietą Ariane 5, choć rozpatrywano też użycie rosyjskiego Protona, zaś datę startu zmieniono na 24 listopada 2013. 16 października 2008 start przełożono na styczeń 2016, a lądowanie na początek 2017 roku.
W połowie 2009 r. z projektu skreślono satelitę telekomunikacyjnego, a start przełożono na rok 2018, zaś 19 sierpnia 2009 podpisano umowę pomiędzy ESA a Roskosmosem, w myśl której rakietą nośną będzie jednak rosyjski Proton. Jednak jesienią tegoż roku ESA zdecydowała się na współpracę z NASA. Wówczas projekt rozdzielono na orbiter pod nazwą roboczą ExoMars 2016 Trace Gas Orbiter (start w 2016) oraz dwa łaziki, które miały zostać wyniesione w styczniu 2018 za pomocą rakiety Atlas V, a wylądować wspólnie za pomocą znanego z projektu Mars Science Laboratory rozwiązania Skycrane.

## Misja
- wrzesień 2015, z powodu usterki dwóch sensorów w systemie napędowym demonstratora lądowania, start misji ExoMars 2016 Trace Gas Orbiter został przesunięty ze stycznia na marzec 2016[5].
- 14 marca 2016 o godzinie 10:30 czasu polskiego pierwsza misja została wystrzelona rakietą Proton M z kosmodromu Bajkonur. Po siedmiu minutach potwierdzono odłączenie pierwszego, drugiego i trzeciego członu rakiety Proton[1].
- 13 czerwca 2016 w ramach testów kamery, sonda wykonała pierwsze zdjęcie Marsa z odległości 41 milionów kilometrów[6].
- 16 października 2016 nastąpiło oddzielenie lądownika od sondy orbitalnej. Schiaparelli ma za zadanie przetestować lądowanie na planecie oraz wykonać pomiary naukowe[7].
- 19 października 2016 lądownik Schiaparelli o godzinie 16:58 czasu polskiego rozbił się na powierzchni Marsa[8]. Sygnał z lądownika urwał się na 15 sekund przed osiągnięciem powierzchni[9][2]. Sonda TGO weszła na orbitę zgodnie z założeniami. Ponieważ Schiaparelli miał być głównie testem technologicznym lądowania, wyniki analizy wypadku będą uwzględnione w bliźniaczej misji ExoMars z lądownikiem wyposażonym w łazik marsjański (planowany start w roku 2020)[10].
- 25 listopada 2016 orbiter znajduje się na eliptycznej orbicie o parametrach 310/230 km. Po roku ma znaleźć się na orbicie kołowej na wysokości 400 km.
- Od marca 2017 do lutego 2018 sonda była stopniowo hamowana przez atmosferę. Profil misji z hamowaniem atmosferycznym umożliwił sondzie zaoszczędzenie około 600 kg paliwa[11].
- 20 lutego 2018 sonda TGO zakończyła program hamowania atmosferycznego, którego celem była cyrkularyzacja orbity[11].
- W kwietniu orbiter uruchomił silnik w celu ustawienia się na docelowej orbicie. Z ostatecznej orbity TGO rozpocznie szukanie w marsjańskiej atmosferze metanu i innych gazów śladowych, a detektor neuronów pomoże w poszukiwaniu podziemnego lodu[11].

Masa statku w chwili startu wynosiła 4332 kg (razem z paliwem), w tym orbiter 3732 kg (instrumenty naukowe 113,8 kg), a lądownik 600 kg.
Orbiter ma stworzyć mapę źródeł gazów atmosferycznych wiązanych z życiem, a zwłaszcza pojawiającego się na planecie metanu. Sonda ma ocenić, gdzie na powierzchni znajdują się źródła metanu i czy jego ilość zmienia się wraz z marsjańskimi porami roku. Pozwoli to ustalić, czy ten gaz ma pochodzenie geologiczne czy biologiczne. TGO będzie też zapewniał komunikację innym misjom z Ziemią.
W maju 2016 roku powiadomiono, że start drugiej części misji został przesunięty z roku 2018 na 2020.
W marcu 2022 roku, z powodu rosyjskiej inwazji na Ukrainę, projekt został zawieszony.

## Orbiter i lądownik
Misja ExoMars 2016 Trace Gas Orbiter (TGO) będzie obejmowała europejsko-rosyjską sondę przeznaczoną do badania zawartości metanu w atmosferze Marsa i przekazu danych z orbity i powierzchni, oraz europejski demonstrator lądowania Schiaparelli (wcześniej znany pod nazwą EDM – ExoMars Entry, Descent and Landing Demonstrator Module), który osadzi na powierzchni Marsa stację meteorologiczną.
Aparatura naukowa w wyposażeniu TGO:
- Fine Resolution Epithermal Neutron Detector (FREND) (wysokiej rozdzielczości detektor neutronów)[10];
- Mars Atmospheric Trace Molecule Occultation Spectrometer (MATMOS);
- High-resolution solar occultation and nadir spectrometer (SOIR/NOMAD);
- ExoMars Climate Sounder (EMCS);
- High-resolution Stereo Color Imager (HiSCI);
- Mars Atmospheric Global Imaging Experiment (MAGIE).

Na pokładzie sondy i lądownika znajdują się instrumenty wykonane w Polsce. W Centrum Badań Kosmicznych Polskiej Akademii Nauk zbudowano zasilacz do kamery CaSSIS. Firma Creotech Instruments zamontowała elementy systemu zasilania kamery, a na pokładzie lądownika znajdują się detektory podczerwieni wykonane przez firmę Vigo System S.A. z Ożarowa Mazowieckiego.

## Łaziki
Łazik ESA będzie miał masę około 180 kg (podobnie jak Spirit i Opportunity, lecz około pięć razy mniej niż Curiosity). Będzie przebywać na jego powierzchni około sześciu miesięcy. Jego unikatową możliwością będzie wykonywanie odwiertów do głębokości 2 metrów. Będzie posiadać też mikroskop. Dodatkową umiejętnością będzie pieczętowanie i zachowywanie próbek z odwiertów.